# Beauvau (Maine-et-Loire)
Pour les articles homonymes, voir Beauvau.
Beauvau est une ancienne commune française située dans le département de Maine-et-Loire, en région Pays de la Loire, devenue le 1er janvier 2016, une commune déléguée de la commune nouvelle de Jarzé-Villages.

## Géographie
Commune angevine du Baugeois, Beauvau se situe au sud-ouest de Cheviré-le-Rouge, sur les routes D 109, Marcé / Cheviré-le-Rouge, et D 135, Lézigné / Jarzé.
Son territoire se trouve sur l'unité paysagère du Plateau du Baugeois.

## Histoire
La seigneurie de Beauvau fut le berceau d'une illustre famille de la chevalerie française, la famille de Beauvau, au bénéfice de qui elle fut érigée en marquisat.
Pendant la Première Guerre mondiale, 11 habitants perdent la vie. Lors de la Seconde Guerre mondiale, la ville ne déplore aucun tué.

## Politique et administration

### Administration municipale

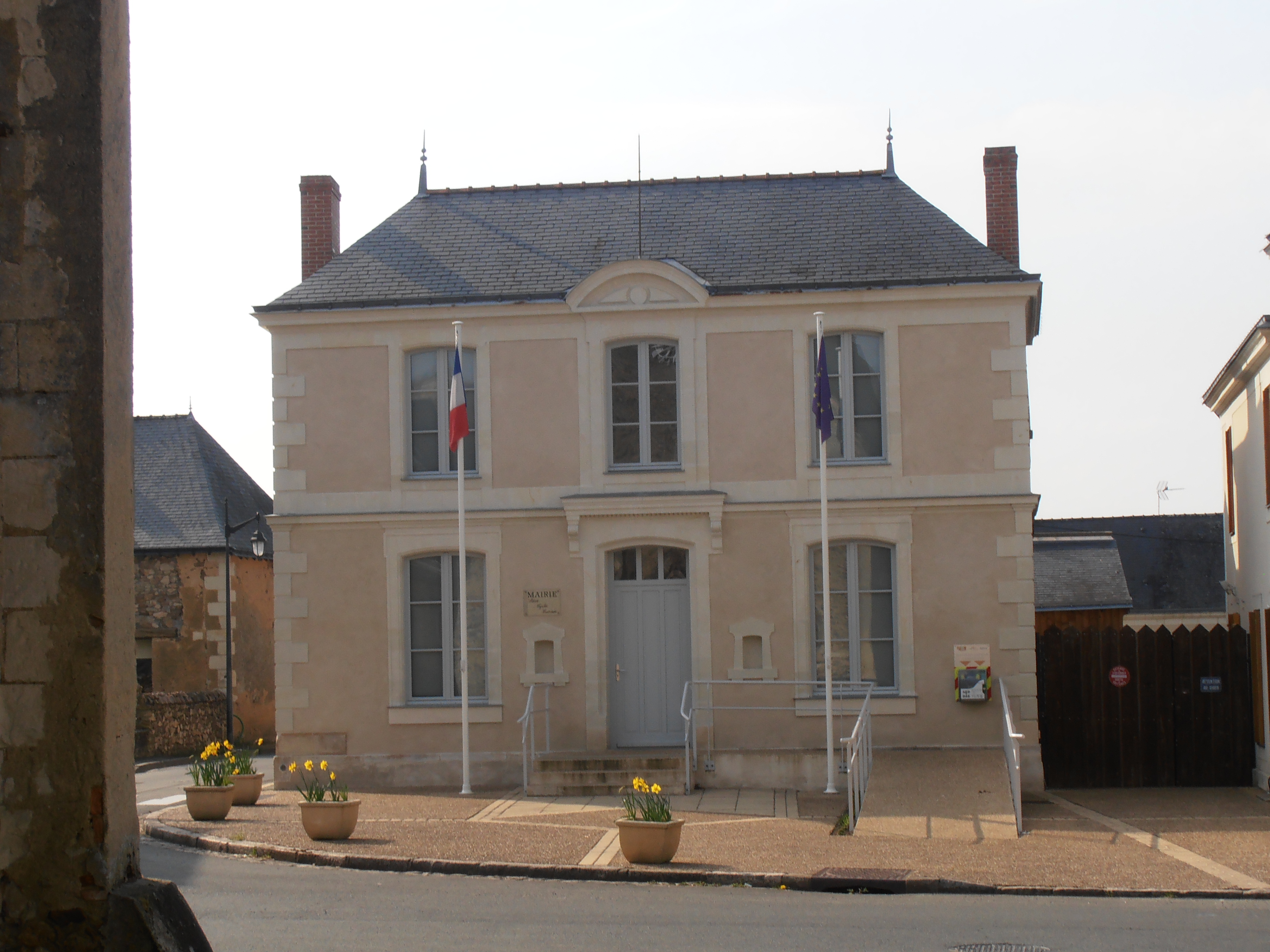
La mairie.

#### Administration actuelle
Depuis le 1er janvier 2016, Beauvau constitue une commune déléguée au sein de la commune nouvelle de Jarzé Villages et dispose d'un maire délégué.
| Période      | Période  | Identité      | Étiquette | Qualité |
| ------------ | -------- | ------------- | --------- | ------- |
| janvier 2016 | En cours | Marc Bérardi, | DVG       |         |

#### Administration ancienne
| Période   | Période       | Identité      | Étiquette | Qualité                                                                                       |
| --------- | ------------- | ------------- | --------- | --------------------------------------------------------------------------------------------- |
| 1989      | mars 2008     | Henri Monnier |           | Employé de banque retraité                                                                    |
| mars 2008 | décembre 2015 | Marc Bérardi  | DVG       | Conseiller général (Seiches-sur-le-Loir) (2008-2015) Président de la C.C. du Loir (2014-2016) |

### Ancienne situation administrative
Jusqu'en 2015, la commune de Beauvau est membre de la communauté de communes du Loir. En 2016, Beauvau devient une commune déléguée de la commune nouvelle de Jarzé-Villages, membre de la communauté de communes du Loir, puis, à partir de 2017, de la communauté de communes Anjou Loir et Sarthe, elle-même membre du syndicat mixte Pôle métropolitain Loire Angers. La commune nouvelle de Jarzé Villages se substitue le 1er janvier 2016 aux anciennes communes dans les intercommunalités dont elles étaient membres.

## Population et société

### Démographie

#### Évolution démographique
L'évolution du nombre d'habitants est connue à travers les recensements de la population effectués dans la commune depuis 1793. À partir du 1er janvier 2009, les populations légales des communes sont publiées annuellement dans le cadre d'un recensement qui repose désormais sur une collecte d'information annuelle, concernant successivement tous les territoires communaux au cours d'une période de cinq ans. 
Pour les communes de moins de 10 000 habitants, une enquête de recensement portant sur toute la population est réalisée tous les cinq ans, les populations légales des années intermédiaires étant quant à elles estimées par interpolation ou extrapolation. Pour la commune, le premier recensement exhaustif entrant dans le cadre du nouveau dispositif a été réalisé en 2005,.
En 2013, la commune comptait 266 habitants, en évolution de +6,4 % par rapport à 2008 (Maine-et-Loire : +3,3 %, France hors Mayotte : +2,49 %).
| 1793 | 1800 | 1806 | 1821 | 1831 | 1836 | 1841 | 1846 | 1851 |
| ---- | ---- | ---- | ---- | ---- | ---- | ---- | ---- | ---- |
| 357  | 306  | 318  | 345  | 371  | 406  | 409  | 393  | 401  |

| 1856 | 1861 | 1866 | 1872 | 1876 | 1881 | 1886 | 1891 | 1896 |
| ---- | ---- | ---- | ---- | ---- | ---- | ---- | ---- | ---- |
| 401  | 401  | 402  | 353  | 350  | 364  | 328  | 343  | 333  |

| 1901 | 1906 | 1911 | 1921 | 1926 | 1931 | 1936 | 1946 | 1954 |
| ---- | ---- | ---- | ---- | ---- | ---- | ---- | ---- | ---- |
| 326  | 315  | 300  | 255  | 273  | 249  | 248  | 245  | 253  |

| 1962 | 1968 | 1975 | 1982 | 1990 | 1999 | 2005 | 2010 | 2013 |
| ---- | ---- | ---- | ---- | ---- | ---- | ---- | ---- | ---- |
| 223  | 222  | 201  | 176  | 196  | 209  | 238  | 253  | 266  |

#### Pyramide des âges
La population de la commune est relativement jeune. Le taux de personnes d'un âge supérieur à 60 ans (17,9 %) est en effet inférieur au taux national (22,1 %) et au taux départemental (21,4 %).
Contrairement aux répartitions nationale et départementale, la population masculine de la commune est supérieure à la population féminine (55,7 % contre 48,4 % au niveau national et 48,6 % au niveau départemental).
La répartition de la population de la commune par tranches d'âge est, en 2008, la suivante :
- 55,7 % d’hommes (0 à 14 ans = 17 %, 15 à 29 ans = 19,9 %, 30 à 44 ans = 22 %, 45 à 59 ans = 23,4 %, plus de 60 ans = 17,7 %) ;
- 44,3 % de femmes (0 à 14 ans = 16,1 %, 15 à 29 ans = 23,2 %, 30 à 44 ans = 20,5 %, 45 à 59 ans = 22,3 %, plus de 60 ans = 17,9 %).

| Hommes | Classe d’âge | Femmes |
| ------ | ------------ | ------ |
| 0,7    | 90 ans ou +  | 1,8    |
| 5,7    | 75 à 89 ans  | 4,5    |
| 11,3   | 60 à 74 ans  | 11,6   |
| 23,4   | 45 à 59 ans  | 22,3   |
| 22,0   | 30 à 44 ans  | 20,5   |
| 19,9   | 15 à 29 ans  | 23,2   |
| 17,0   | 0 à 14 ans   | 16,1   |

| Hommes | Classe d’âge | Femmes |
| ------ | ------------ | ------ |
| 0,4    | 90 ans ou +  | 1,1    |
| 6,3    | 75 à 89 ans  | 9,5    |
| 12,1   | 60 à 74 ans  | 13,1   |
| 20,0   | 45 à 59 ans  | 19,4   |
| 20,3   | 30 à 44 ans  | 19,3   |
| 20,2   | 15 à 29 ans  | 18,9   |
| 20,7   | 0 à 14 ans   | 18,7   |

## Économie
Sur 18 établissements présents sur la commune à fin 2010, 11 % relevaient du secteur de l'agriculture (pour une moyenne de 17 % sur le département), 6 % du secteur de l'industrie, 11 % du secteur de la construction, 61 % de celui du commerce et des services et 11 % du secteur de l'administration et de la santé. Trois ans plus tard, en 2013, sur 15 établissements, 13 % relevaient du secteur de l'agriculture (pour une moyenne de 12 % sur le département), 7 % du secteur de l'industrie, 13 % du secteur de la construction, 53 % de celui du commerce et des services et 13 % du secteur de l'administration et de la santé.

## Culture locale et patrimoine

### Lieux et monuments

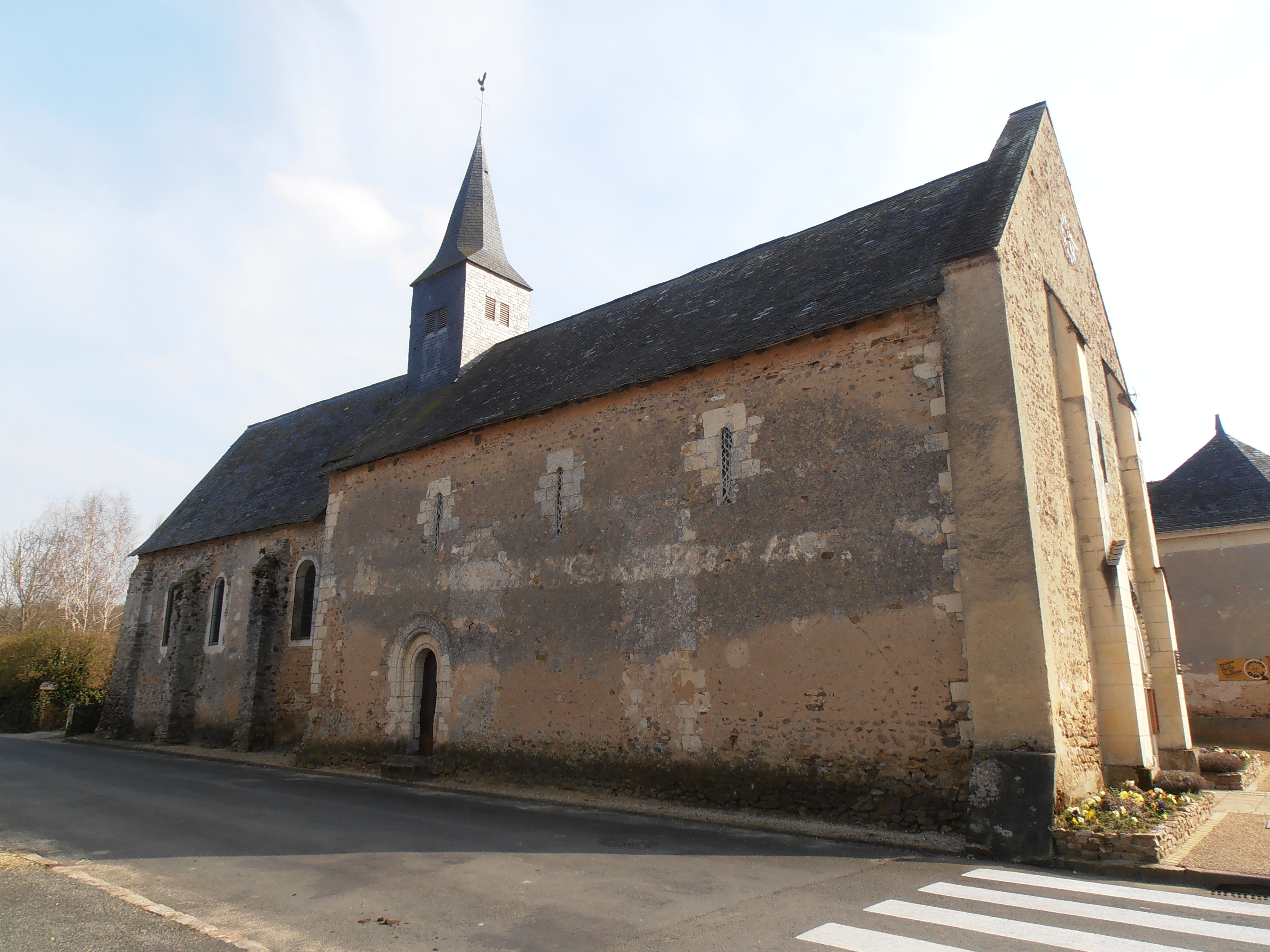
L'église Saint-Martin.

- Église Saint-Martin.
- Dolmen des Mollières.